# Хиби (Свентокшиське воєводство)
Хиби (пол. Chyby) — село в Польщі, у гміні Мнюв Келецького повіту Свентокшиського воєводства.
Населення — 194 особи (2011).
У 1975-1998 роках село належало до Келецького воєводства.

## Демографія
Демографічна структура на день 31 березня 2011 року:
|          | Загалом | Допрацездатний вік | Працездатний вік | Постпрацездатний вік |
| -------- | ------- | ------------------ | ---------------- | -------------------- |
| Чоловіки | 95      | 15                 | 67               | 13                   |
| Жінки    | 99      | 19                 | 52               | 28                   |
| Разом    | 194     | 34                 | 119              | 41                   |